# Чад (сленг)
Чад або чед (англ. Chad) — термін англомовного мережевого сленгу, що використовується для позначення сексуально активних альфа-чоловіків. Часто використовується підлітками, також популярний в інтернеті серед інцелів та груп маносфери для позначення особливо привабливих чи впевнених в собі чоловіків.

## Походження
Жаргонізм «Чад» виник під час Другої світової війни і гумористично використовувався поряд з мемом «Тут був Кілрой». Друге життя термін отримав в Чикаго, де використовувався для принизливого позначення молодого міського американця, як правило, холостяка, від 20 до 30 років.
Термін згадувався на сатиричному вебсайті, присвяченому Lincoln Park Chad Society, вигаданому клубу за інтересами, розташованому в престижному районі Лінкольн-парк у Чикаго. Спершу Чад зображувався як виходець з багатих передмість Чикаго на Північному березі (Гайленд-Парк, Еванстон, Діерфілд, Нортбрук, Гленв'ю, Гленко, Віннетка, Вілметт чи Лейк-Форест), який отримав BMW на своє 16-річчя, має юридичну або економічну освіту університету Великої десятки, переїхав в Лінкольн-парк, одружився з «Тріксі», а потім повернувся в передмістя Північного берега.

## Маносфера
Термін часто використовується на форумах інцелів для позначення сексуально активних «альфа-самців». В маносфері чади вважаються найбільш генетично пристосованими. В онлайн-анімаційних малюнках в маносфері чадів додатково позначають прізвищем Тандеркок (англ. Thundercock) і часто зображають мускулистими з дуже вираженою випуклістю в районі промежини. Одне таке зображення в інтернет-мемі кінця 2010-х «Незайманий і чад» зображувало голову Чада в тій же формі, що і кордони однойменної країни. Загалом, це зображення нагадує стереотипи американської моди 1980-х і в деякій мірі співпадає зі стереотипом спорстмена. Чадів інколи зображають як естетично привабливу протилежність омега- чи бета-чоловіків. Термін Чад деколи використовуєтьяся, як синонім до слова slayer. Завдяки таким характеристикам як генетична обдарованість і привілейованість, незважаючи на присутність поверхневості, легковажності, зарозумілості і відвертої сексуальності, термін Чад використовується як в принизливому значенні, так і компліментом на форумах інцелів.
Жіночий аналог терміна «Чад» на інтернет-сленгу — це Стейсі (англ. Stacy), або початково Тріксі (англ. Trixie).
Сьогодні «Чад» використовується в постіронічному контексті для позначення виграшного об'єкта в порівняннях, який не обов'язково має мати стать чи бути живим предметом.